# 乞田川

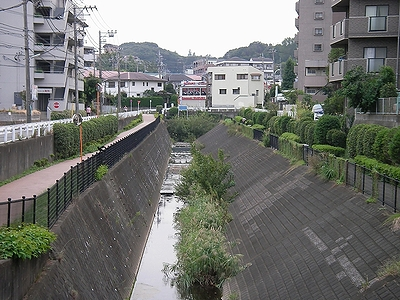
乞田川（上流）の画像

乞田川（こったがわ）は、東京都多摩市を流れる一級河川。多摩川水系の支流である。

## 地理
東京都多摩市鶴牧西公園に源を発する。800メートルほど北流したのち暗渠の中沢川を合わせて東北東に向きを変え、多摩市諏訪・連光寺付近で北北東にまた向きを変える。多摩市連光寺付近で大栗川に合流する。中流域と上流域は東京都道158号小山乞田線に、下流は鎌倉街道（東京都道18号府中町田線）に沿って流れている。なお、本来は中沢川との合流地点より下流を乞田川と呼び、それより上流を唐木田川と呼んだ。唐木田川と中沢川が合流する地点が「落合」（旧大字落合）の由来である。
「一級河川乞田川」そのものは多摩市鶴牧地区からであるが、それより上流もある。多摩市唐木田の尾根の雑木林のなかに源流があるというが、鶴牧西公園（多摩市鶴牧にある公園）あたりから上流は暗渠（あんきょ、直接見えない水路の意）になっているので詳細を見ることはできない。

## 生物
全域にカルガモやコイがみられ、大栗川との合流地点あたりでは餌づけをする人々がみられる。ただし、天候によって水量が大きく異なるため注意が必要である。大栗川との合流点はオイカワ、ニゴイ、ウグイ、ブラックバス、タモロコ、カワムツ、アブラハヤ、ナマズと多種多様な魚類がいる。ミシシッピアカミミガメも多い。

## 環境
多摩市永山地区から熊野橋までの遊歩道は多摩市の「歴史と文化の散歩道」のコースになっているほか、中・下流域はコンクリート護岸の傾斜がとりわけ緩く綺麗に仕上げられている。落合橋付近の桜並木では春になると桜が両岸に咲き景観がよい（約3㎞にわたって500本以上が咲き誇る）。
多摩センター駅周辺では、放置自転車の多さが問題になっている。

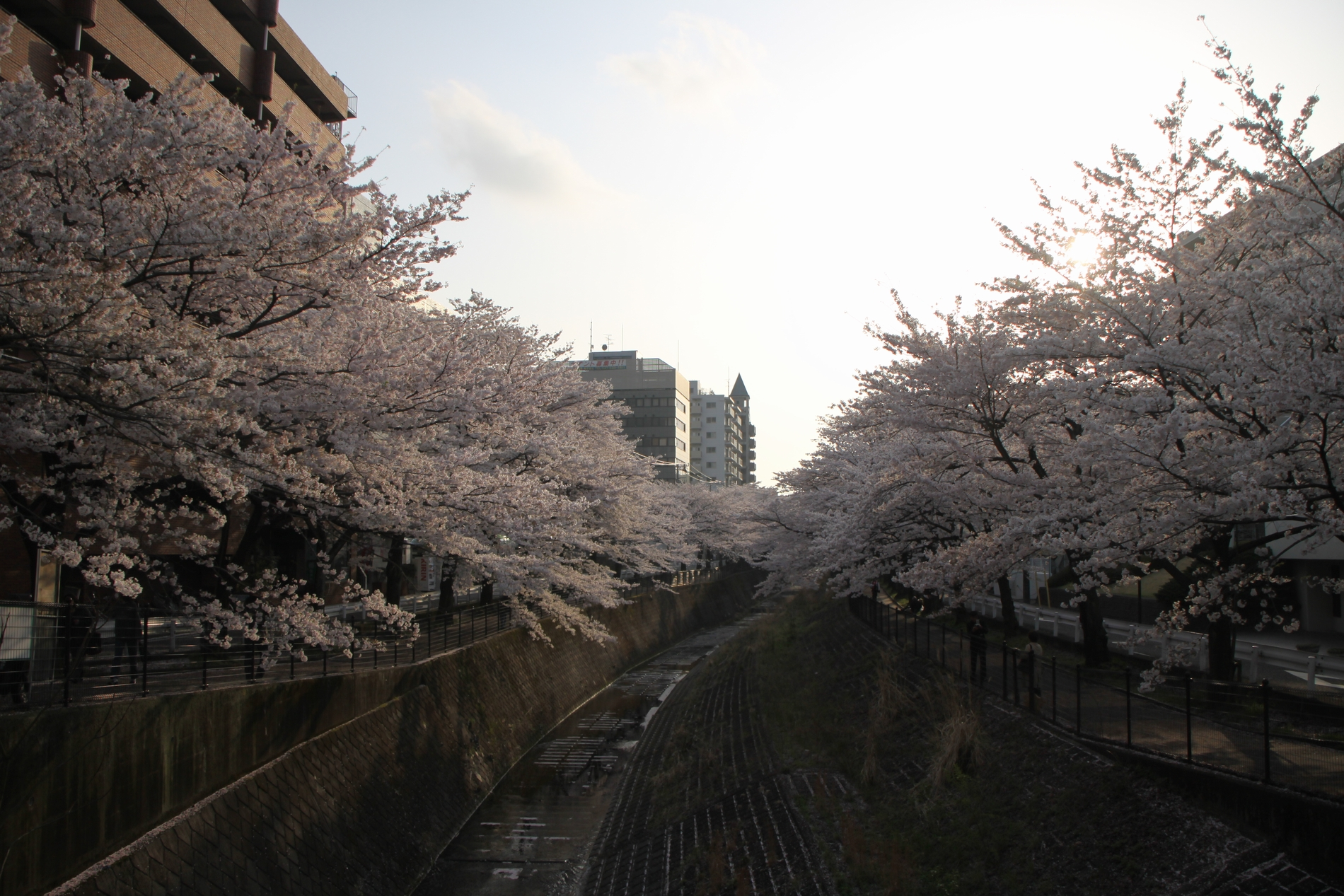
乞田川のサクラ

## 支流
- 大谷戸川（右岸）
- 関戸川（左岸）
- 狼谷川（左岸）
- 馬引沢（右岸）
- 岩ノ入川（右岸、現存しない）
- 瓜生川（右岸）
- 徳が谷戸川（左岸）
- 貝取川（右岸）
- 青木葉川（右岸）
- 楢原川（右岸）
- 中沢川（左岸）

## 橋梁
- 稲荷橋
- 山王橋 - （東京都道156号）橋の上を多摩都市モノレール線が通っている。
- 長久保橋
- 下落合橋
- 上之根橋
- 久保谷橋
- であい橋
- 釜沼橋
- 大橋 - （旧鎌倉街道）
- 新大橋 - （東京都道18号（鎌倉街道））西側と東側に分かれており、あわせて新大橋と呼ぶ。
- 永山橋 - （東京都道18号支線）
- 諏訪下橋 - （東京都道18号支線）
- 馬引沢橋
- 南田橋
- 熊野橋
- 車橋
- 行幸橋 - （東京都道41号 （川崎街道））